# Francisco Sandoval
Francisco Hermenegildo Sandoval Guzmán (ur. 31 stycznia 1924 w Quezaltepeque) – gwatemalski strzelec, olimpijczyk. 
Brał udział w igrzyskach olimpijskich w latach: 1952 (Helsinki) i 1968 (Meksyk). W Helsinkach, zajął 49. miejsce w konkurencji pistoletu szybkostrzelnego (25 m) i dziewiąte miejsce w konkurencji pistoletu dowolnego (50 m). W tej samej konkurencji, ale 16 lat później, zajął 59. miejsce.

## Wyniki olimpijskie
| Igrzyska | Konkurencja                   | Wynik                           | Miejsce | Źródło |
| -------- | ----------------------------- | ------------------------------- | ------- | ------ |
| IO 1952  | Pistolet szybkostrzelny, 25 m | 508 punktów (247-261)           | 49.     | [ 1 ]  |
| IO 1952  | Pistolet dowolny, 50 m        | 535 punktów (84-94-93-87-89-88) | 9.      | [ 2 ]  |
| IO 1968  | Pistolet dowolny, 50 m        | 519 punktów (86-91-84-84-90-84) | 59.     | [ 3 ]  |